# Megachile patellimana
Megachile patellimana är en biart som beskrevs av Maximilian Spinola 1838. Megachile patellimana ingår i släktet tapetserarbin, och familjen buksamlarbin. Inga underarter finns listade i Catalogue of Life.